# 49e Assemblée générale de l'Île-du-Prince-Édouard
La 49e Assemblée générale de l'Île-du-Prince-Édouard fut en séance du 1er mars 1960 au 8 novembre 1962. Le Parti conservateur dirigé par Walter Russell Shaw forma le gouvernement.
John R. MacLean fut élu président.
Il y eut quatre sessions à la 49e Assemblée générale :
| Session | Début           | Fin             |
| ------- | --------------- | --------------- |
| 1re     | 1er mars 1960   | 29 mars 1960    |
| 2e      | 9 février 1961  | 16 mars 1961    |
| 3e      | 4 décembre 1961 | 7 décembre 1961 |
| 4e      | 22 février 1962 | 6 avril 1962    |

## Membres

### Kings
| Circonscription | Membre de l'assemblée | Membre de l'assemblée | Parti        | Conseiller | Conseiller                           | Parti        |
| --------------- | --------------------- | --------------------- | ------------ | ---------- | ------------------------------------ | ------------ |
| 1er Kings       |                       | John R. McLean        | Conservateur |            | Melvin McQuaid                       | Conservateur |
| 2e Kings        |                       | J. Walter Dingwell    | Conservateur |            | Leo F. Rossiter                      | Conservateur |
| 3e Kings        |                       | Thomas Curran         | Conservateur |            | Douglas McGowan                      | Conservateur |
| 4e Kings        |                       | Lorne Bonnell         | Libéral      |            | Alexander Wallace Matheson           | Libéral      |
| 5e Kings        |                       | Stephen S. Hessian    | Libéral      |            | George E. Saville George J. Ferguson | Libéral      |

### Prince
| Circonscription | Membre de l'assemblée | Membre de l'assemblée | Parti        | Conseiller | Conseiller          | Parti        |
| --------------- | --------------------- | --------------------- | ------------ | ---------- | ------------------- | ------------ |
| 1er Prince      |                       | J. Hubert Gaudet      | Conservateur |            | J. W. D. Campbell   | Conservateur |
| 2e Prince       |                       | George Dewar          | Conservateur |            | Robert A. Grindlay  | Conservateur |
| 3e Prince       |                       | Henry W. Wedge        | Conservateur |            | Keith S. Harrington | Conservateur |
| 4e Prince       |                       | J. George MacKay      | Libéral      |            | C. Cleveland Baker  | Libéral      |
| 5e Prince       |                       | Hubert B. MacNeill    | Conservateur |            | Lorne Monkley       | Conservateur |

### Queens
| Circonscription | Membre de l'assemblée | Membre de l'assemblée     | Parti        | Conseiller | Conseiller                   | Parti        |
| --------------- | --------------------- | ------------------------- | ------------ | ---------- | ---------------------------- | ------------ |
| 1er Queens      |                       | Frank Myers               | Conservateur |            | Walter Russell Shaw          | Conservateur |
| 2e Queens       |                       | J. Philip Matheson (1961) | Conservateur |            | Reginald Bell Lloyd MacPhail | Conservateur |
| 3e Queens       |                       | Andrew B. MacRae          | Conservateur |            | J. Russell Driscoll          | Conservateur |
| 4e Queens       |                       | J. Stewart Ross           | Libéral      |            | Harold P. Smith              | Libéral      |
| 5e Queens       |                       | J. David Stewart          | Conservateur |            | M. Alban Farmer              | Conservateur |